# 특전군단 (아프가니스탄)
특전군단(파슈토어: قول اردوی نیروهای خاص)은 아프간 육군의 정예 특수부대 병력이었다. 2007년 지방주둔군단들에서 1개 보병대대씩 갹출하여 특공훈련을 시키고 장비를 제공하여 미군 레인저를 모델로 편성했다. 편성된 특전군단 소속 대대들은 6개 주둔군단에 하나씩 배치되었다. 탈레반의 준동 당시 특전군단은 아프간 공화국 전 병력의 7%에 불과했지만 실전의 70-80%를 치렀다.
아프간에 파견된 미군 장군들도 특공대는 탈레반을 상대로 한 번도 전투를 진 적이 없었다고 높게 평가했다. 특공대는 힘든 전투에서 돌파구를 마련하는 선봉대 역할을 했고, 주변 일대에서 가장 정예한 병력으로 여겨졌다.
2021년 8월 카불이 함락되고 아프가니스탄 이슬람 공화국이 멸망했을 때, 카불의 특공대 병력들 가운데 일부가 무기 반납을 거부하거나, 탈레반에게 항복을 거부하고 하미드 카르자이 국제공항의 미군에게 가서 소개작전에 협조했다. 일부 병력은 판지시르주로 이동해 판지시르 저항군에 합류했다.